# Filippingylling
Filippingylling (Oriolus steerii) är en fågel i familjen gyllingar inom ordningen tättingar.

## Utseende och läte
Filippingylling har olivgul ovansida, grått bröst, kraftigt streckad buk och bjärt gult under stjärten. Näbben är röd och ögat orange. De olika underarterna skiljer sig åt, där fåglar i Suluöarna har gulare ovansida och mindre kraftigt streckat ljusare grått bröst. Sången består av typiska gyllinglika toner, vissa enstaka och andra i korta, melodiska fraser.

## Utbredning och systematik
Filippingylling förekommer i Filippinerna och delas in i fem underarter med följande utbredning:
- Oriolus steerii samarensis – Leyte, östra Mindanao och Samar
- Oriolus steerii steerii – Basilan och västra Mindanao
- Oriolus steerii nigrostriatus – Masbate och Negros
- Oriolus steerii assimilis – Cebu (senast observation 1906)
- Oriolus steerii cinereogenys – Suluöarna

## Status och hot
Arten har ett stort utbredningsområde, men tros minska i antal, dock inte tillräckligt kraftigt för att den ska betraktas som hotad. Internationella naturvårdsunionen IUCN listar arten som livskraftig (LC).

## Namn
Fågelns vetenskapliga artnamn hedrar Joseph Beal Steere (1842-1940), amerikansk ornitolog, zoolog, paleontolog, antropolog och upptäcktsresande verksam i bland annat Filippinerna och Moluckerna 1874-1875 samt 1887-1888.